# Messages de bonne volonté d'Apollo 11

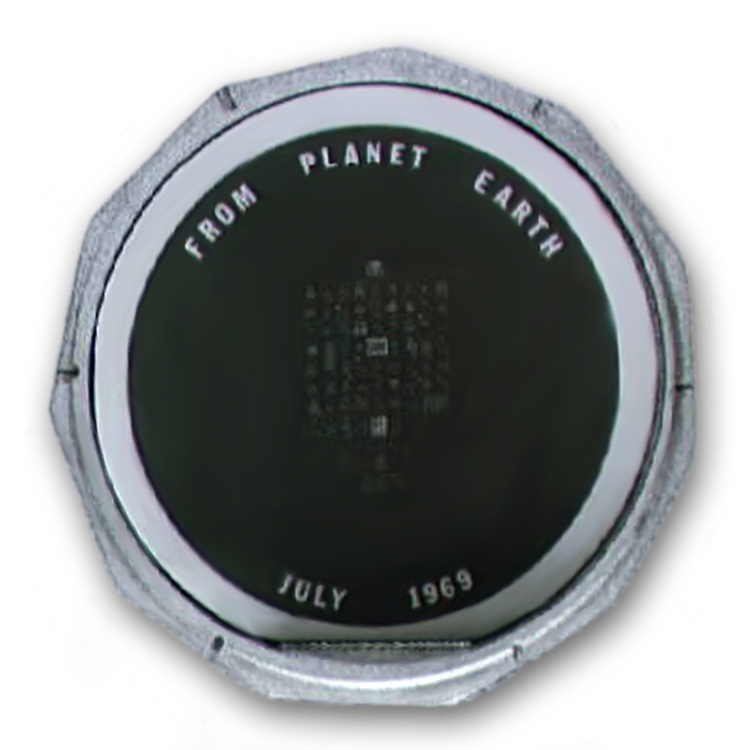
Le disque de silicium, qui mesure 1,5 pouce (38 mm).

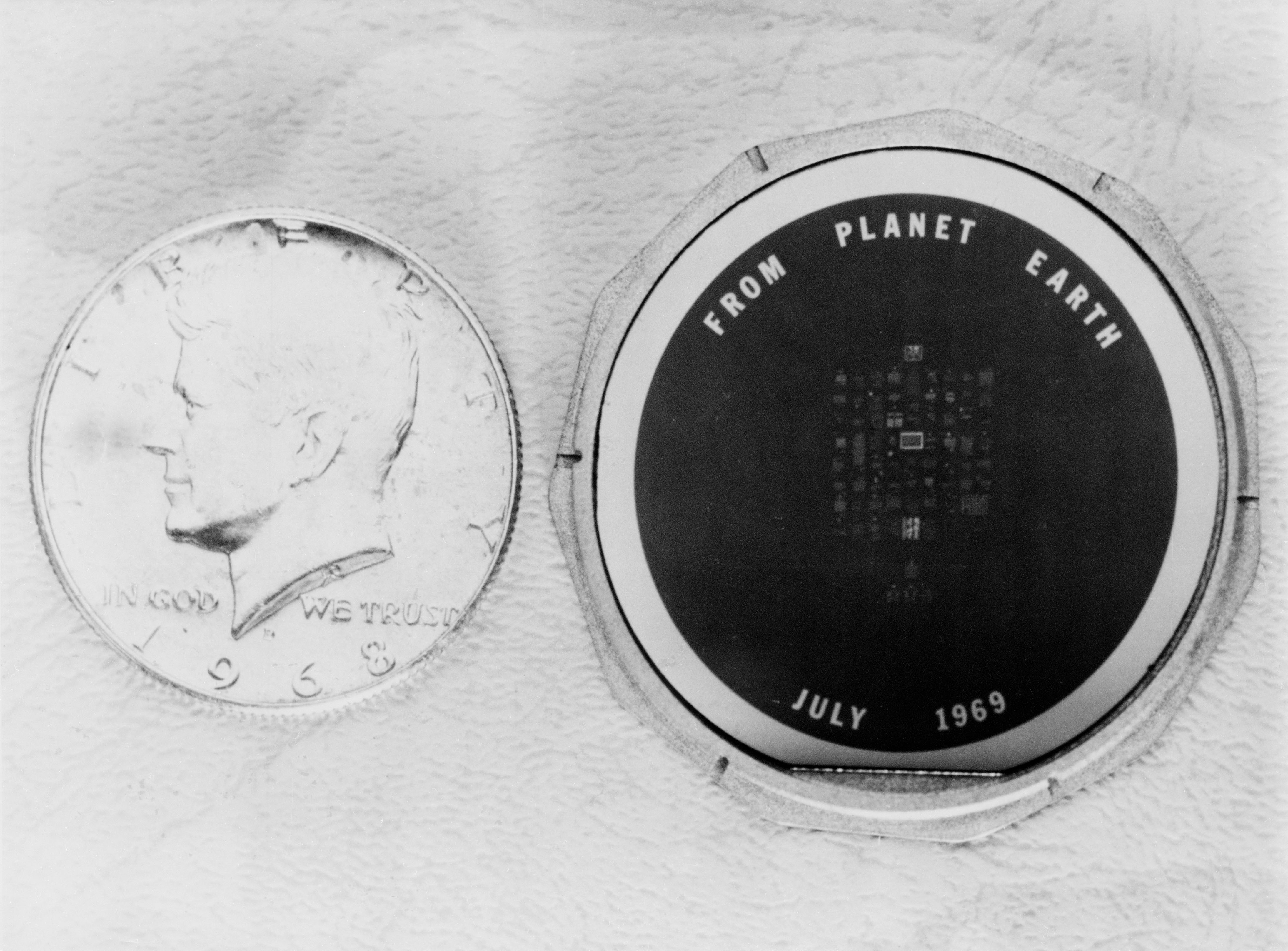
Le disque de silicium à côté d'un pièce d'un demi-dollar Kennedy, pour donner une idée de sa taille.

Les messages de bonne volonté d'Apollo 11 (anglais : Apollo 11 Goodwill Messages) sont des déclarations rédigées, à la demande de la NASA, par les dirigeants de nombreux pays du monde, afin de les reproduire en fac-similé sur un disque de silicium de la taille d'une pièce de monnaie, que les astronautes d'Apollo 11 ont déposé en juillet 1969 à la surface de la Lune.
Ce disque fait partie de plusieurs symboles que les États-Unis ont prévus pour donner une dimension internationale aux premiers pas de l'Homme sur la Lune, dans un contexte de course à l'espace engendrée par la guerre froide avec l'Union soviétique.

## Description
Le disque mesure 1,5 pouce (38 mm) de diamètre. Il est constitué de silicium pur à 99,999 %. Pour le protéger des chocs, il est enchâssé dans un étui en aluminium, sur lequel est écrit « From Planet Earth » (« De la planète Terre ») et « July 1969 » (« Juillet 1969 »).
Les inscriptions à la surface du disque, qui ont été miniaturisées 200 fois, ne sont pas visibles à l'œil nu et nécessitent un microscope pour être lues.

## Développement
Le disque a été développé avec la NASA par Sprague Electric Company (en), une société de North Adams dans le Massachusetts. Le silicium a été choisi pour sa capacité à résister aux conditions extrêmes, car il était évident que la technologie de microfilm, habituellement utilisée pour ce type d'application, ne résisterait pas aux radiations, aux températures et au vide presque complet auxquels le disque serait soumis à la surface de la Lune.
Le procédé de stockage de données est novateur, si bien que Sprague l'a breveté,. La technique d'impression est similaire à celle des circuits intégrés (la photolithographie), utilisant des ultraviolets sur une surface photosensible, avec un lavage à l'acide fluorhydrique.

## Inscriptions

### Déclarations de chefs d'État

#### Échanges avec la NASA
Sur les 127 pays reconnus par les Nations unies à l'époque, 116 pays ont été contactés par Thomas O. Paine, administrateur de la NASA, via leur ambassade à Washington. Les dirigeants ayant répondu à temps à cette demande sont au nombre de 73. Les délais de réponse étant très courts pour une demande aussi officielle (moins d'un mois), un grand nombre de pays – dont la France – n'ont pas pu répondre à temps. Certains pays, comme la Thaïlande, ont demandé davantage de détails avant d'envoyer un message. Enfin, Dudley Senanayake, alors Premier ministre du Sri Lanka, a répondu à Paine qu'il déclinait l'offre.

#### Guerre froide
Ce disque contribue à donner une dimension internationale à la mission Apollo 11, à l'instar d'autres symboles, en particulier la plaque commémorative laissée sur la Lune, portant l'inscription « We came in peace for all mankind » (« Nous sommes venus en paix pour toute l'humanité »).
Ces symboles s'opposent ainsi au drapeau américain déployé sur la Lune, qui répond aux aspirations des contribuables américains ayant financé le programme Apollo, et assoit la victoire des États-Unis contre l'Union soviétique dans la course à l'espace provoquée par la guerre froide.
Mais malgré la symbolique internationale du disque, le contexte de la guerre froide s'y traduit tout de même. En effet, les États-Unis ne reconnaissent pas les régimes communistes de plusieurs pays et y soutiennent des forces d'opposition, qui sont donc choisies pour représenter ces pays sur le disque :
- La république socialiste soviétique d'Estonie et la république socialiste soviétique de Lettonie ne sont pas reconnues par les États-Unis, car issues d'une incorporation forcée dans l'Union soviétique, si bien que l'Estonie et la Lettonie sont représentées par des diplomates restés en poste aux États-Unis sans avoir fait allégeance au régime soviétique.
- La république populaire de Chine, quoiqu'en rupture avec l'Union soviétique depuis 1961, n'est pas reconnue par les États-Unis, si bien que la Chine est représentée par la république de Chine, c'est-à-dire Taïwan.
- La république démocratique du Viêt Nam (Nord Viêt Nam) n'est pas reconnue par les États-Unis, qui la combattent dans le cadre de la guerre du Viêt Nam, si bien que le Viêt Nam est représenté par la république du Viêt Nam (Sud Viêt Nam).

Buzz Aldrin affirme dans ses mémoires qu'un message de l'Union soviétique elle-même figure sur le disque,, mais il semble que ce ne soit pas le cas. En revanche, quatre pays communistes ont participé à l'opération (république populaire de Pologne, république socialiste de Roumanie, république fédérative socialiste de Yougoslavie et ...[Quoi ?] — la Yougoslavie ayant toutefois rompu en 1948 avec le bloc de l'Est).

#### Contenu
Les messages félicitent les États-Unis et ses astronautes, et expriment l'espoir de paix pour toutes les nations du monde. Plusieurs messages font référence à Dieu, et celui du pape Paul VI, dirigeant du Vatican, contient le psaume 8 en latin, suivi de la dédicace écrite de la main du pape : « Ad Dei nominis gloriam, qui tantam praestat hominibus virtutem, miro huic incepto bene precamur ». Certaines déclarations sont manuscrites, d'autres dactylographiées, celle de Paul VI fait preuve d'une recherche artistique. Elles sont rédigées dans la langue officielle du pays ou la langue maternelle du dirigeant.
Leurs auteurs et les pays qu'ils représentent sont les suivants :
| Pays                              | Dirigeant                             | Fonction                                                                                 |
| --------------------------------- | ------------------------------------- | ---------------------------------------------------------------------------------------- |
| Afghanistan                       | Mohammad Zaher Shah                   | roi d'Afghanistan (padishah)                                                             |
| Afrique du Sud                    | Jacobus Johannes Fouché               | président de la république d'Afrique du Sud                                              |
| Argentine                         | Juan Carlos Onganía                   | président de la Nation argentine                                                         |
| Australie                         | John Gorton                           | premier ministre d'Australie                                                             |
| Belgique                          | Baudouin                              | roi des Belges                                                                           |
| Brésil                            | Arthur da Costa e Silva               | président de la république fédérative du Brésil                                          |
| Canada                            | Pierre Elliott Trudeau                | premier ministre du Canada                                                               |
| Chili                             | Eduardo Frei Ruiz-Tagle               | président de la république du Chili                                                      |
| Colombie                          | Carlos Lleras Restrepo                | président de la république de Colombie                                                   |
| Corée du Sud                      | Park Chung-hee                        | président de la république de Corée                                                      |
| Costa Rica                        | José Joaquín Trejos Fernández         | président de la république du Costa Rica                                                 |
| Côte d'Ivoire                     | Félix Houphouët-Boigny                | président de la république de Côte d'Ivoire                                              |
| Chypre                            | Makários III                          | président de la république de Chypre                                                     |
| Dahomey (actuel Bénin)            | Émile Derlin Henri Zinsou             | président de la république du Dahomey                                                    |
| Danemark                          | Frédéric IX                           | roi de Danemark                                                                          |
| Équateur                          | José María Velasco Ibarra             | président de la république d'Équateur                                                    |
| Estonie                           | Ernst Jaakson                         | consul général à New York, au nom du gouvernement estonien en exil à Oslo                |
| Éthiopie                          | Haïlé Sélassié Ier                    | empereur d'Éthiopie                                                                      |
| Ghana                             | Akwasi Afrifa                         | président du Conseil de libération national                                              |
| Grèce                             | Georges Zoitakis                      | régent de Grèce                                                                          |
| Guyana                            | Forbes Burnham                        | premier ministre du Guyana                                                               |
| Haute-Volta (actuel Burkina Faso) | Aboubacar Sangoulé Lamizana           | président de la république de Haute-Volta                                                |
| Inde                              | Indira Gandhi                         | premier ministre de l'Inde                                                               |
| Iran                              | Mohammad Reza Pahlavi                 | Chah                                                                                     |
| Irlande                           | Éamon de Valera                       | président de l'Irlande                                                                   |
| Islande                           | Kristján Eldjárn                      | président de la république d'Islande                                                     |
| Israël                            | Zalman Shazar                         | président de l'État d'Israël                                                             |
| Italie                            | Giuseppe Saragat                      | président de la République italienne                                                     |
| Jamaïque                          | Hugh Shearer                          | premier ministre de la Jamaïque                                                          |
| Japon                             | Eisaku Satō                           | premier ministre du Japon                                                                |
| Kenya                             | Jomo Kenyatta                         | président de la république du Kenya                                                      |
| Laos                              | Savang Vatthana                       | roi du Laos                                                                              |
| Lesotho                           | Joseph Leabua Jonathan                | premier ministre du Lesotho                                                              |
| Lettonie                          | Anatols Dinbergs (en)                 | conseiller à la légation de Washington, au nom du corps diplomatique letton en exil (en) |
| Liban                             | Charles Hélou                         | président de la République libanaise                                                     |
| Liberia                           | William Tubman                        | président de la république du Liberia                                                    |
| Madagascar                        | Philibert Tsiranana                   | président de la République malgache                                                      |
| Malaisie                          | Ismail Nasiruddin Shah                | roi de Malaisie                                                                          |
| Maldives                          | Ibrahim Nasir Rannabandeyri Kilegefan | président de la république des Maldives                                                  |
| Mali                              | Moussa Traoré                         | président de la république du Mali                                                       |
| Malte                             | Giorgio Borg Olivier                  | premier ministre de Malte                                                                |
| Maurice                           | Seewoosagur Ramgoolam                 | premier ministre de Maurice                                                              |
| Mexique                           | Gustavo Díaz Ordaz                    | président de la république des États-Unis mexicains                                      |
| Maroc                             | Hassan II                             | roi du Maroc                                                                             |
| Nicaragua                         | Anastasio Somoza Debayle              | président de la république du Nicaragua                                                  |
| Nouvelle-Zélande                  | Keith Holyoake                        | premier ministre de Nouvelle-Zélande                                                     |
| Norvège                           | Olav V                                | roi de Norvège                                                                           |
| Pakistan                          | Muhammad Yahya Khan                   | président de la république islamique du Pakistan                                         |
| Panama                            | Bolívar Urrutia Parrilla              | président du Panama                                                                      |
| Pays-Bas                          | Juliana                               | reine des Pays-Bas                                                                       |
| Pérou                             | Juan Velasco Alvarado                 | président du gouvernement révolutionnaire des forces armées du Pérou                     |
| Philippines                       | Ferdinand Marcos                      | président de la république des Philippines                                               |
| Pologne                           | Jerzy Michałowski (de)                | ambassadeur aux États-Unis (en)                                                          |
| Portugal                          | Américo Tomás                         | président de la République portugaise                                                    |
| République démocratique du Congo  | Joseph-Désiré Mobutu                  | président de la république démocratique du Congo                                         |
| République dominicaine            | Joaquín Balaguer Ricardo              | président de la République dominicaine                                                   |
| Roumanie                          | Nicolae Ceaușescu                     | président de la république socialiste de Roumanie                                        |
| Royaume-Uni                       | Élisabeth II                          | reine du Royaume-Uni                                                                     |
| Sénégal                           | Léopold Sédar Senghor                 | président de la république du Sénégal                                                    |
| Sierra Leone                      | Siaka Stevens                         | premier ministre de Sierra Leone                                                         |
| Swaziland (actuel Eswatini)       | Sobhuza II                            | roi du Swaziland                                                                         |
| Taïwan                            | Tchang Kaï-chek                       | président de la république de Chine                                                      |
| Tchad                             | François Tombalbaye                   | président de la république du Tchad                                                      |
| Thaïlande                         | Rama IX                               | roi de Thaïlande                                                                         |
| Togo                              | Étienne Eyadéma                       | président de la République togolaise                                                     |
| Trinité-et-Tobago                 | Eric Williams                         | premier ministre de Trinité-et-Tobago                                                    |
| Tunisie                           | Habib Bourguiba                       | président de la République tunisienne                                                    |
| Turquie                           | Cevdet Sunay                          | président de la république de Turquie                                                    |
| Uruguay                           | Jorge Pacheco Areco                   | président de la république orientale de l'Uruguay                                        |
| Vatican                           | Paul VI                               | pape                                                                                     |
| Viêt Nam                          | Nguyễn Văn Thiệu                      | président de la république du Viêt Nam                                                   |
| Yougoslavie                       | Josip Broz Tito                       | président de la république fédérative socialiste de Yougoslavie                          |
| Zambie                            | Kenneth Kaunda                        | président de la Zambie                                                                   |

En 2018, James R. Hansen raconte, dans la préface d'une réédition de First Man, qu'au cours d'une entrevue qu'il a eue en 2009 avec Neil Armstrong, celui-ci lui a cité les trois messages qui l'ont le plus marqué :
- Félix Houphouët-Boigny pour la Côte d'Ivoire ;
- Baudouin pour la Belgique ;
- José Joaquín Trejos Fernández pour le Costa Rica.

### Noms de parlementaires américains
Le disque contient les noms de certains parlementaires américains alors en exercice, membres de la 91e législature (en) du Congrès. Ainsi, pour chacune des deux chambres (la Chambre des représentants et le Sénat) on trouve les noms de :
- ses dirigeants :
  - président(s) de chambre,
  - chefs de majorité et d'opposition,
  - whips de majorité et d'opposition ;
- les membres de ses commissions permanentes liées à la NASA :
  - la commission responsable du programme spatial (Committee on Science and Astronautics),
  - au sein de la commission responsable de l'allocation du budget (Committee on Appropriations) :
    - la sous-commission ayant la NASA sous sa juridiction (Subcommittee on Independent Offices and Department of Housing and Urban Development).

#### Chambre des représentants
- Dirigeants :
  - John W. McCormack (speaker)

- chefs de parti :
  - Carl Albert (chef de la majorité)
  - Gerald Ford (chef de l'opposition)
- whips :
  - Hale Boggs (whip de la majorité)
  - Leslie C. Arends (en) (whip de l'opposition)

- Membres de commissions permanentes :
  - Committee on Science and Astronautics :

- George P. Miller (en) (président)
- Olin E. Teague (en)
- Joseph E. Karth (en)
- Ken Hechler (en)
- Emilio Q. Daddario (en)
- John W. Davis
- Thomas N. Downing (en)
- Joe D. Waggonner, Jr. (en)
- Don Fuqua (en)
- George E. Brown, Jr. (en)
- Earle Cabell (en)
- Bertram L. Podell (en)
- Wayne N. Aspinall
- Roy A. Taylor (en)
- Henry Helstoski (en)
- Mario Biaggi
- James W. Symington (en)
- Edward I. Koch
- James G. Fulton
- Charles A. Mosher (en)
- Richard L. Roudebush (en)
- Alphonzo Bell
- Thomas M. Pelly (en)
- John W. Wydler (en)
- Guy Vander Jagt (en)
- Larry Winn, Jr. (en)
- Jerry L. Pettis (en)
- Donald E. Lukens (en)
- Robert Price (en)
- Lowell P. Weicker, Jr.
- Louis Frey, Jr. (en)
- Barry Goldwater, Jr. (en)

- Committee on Appropriations (en) :

- George H. Mahon (en) (président, majorité)
- Frank T. Bow (en) (vice-président, opposition)
- Subcommittee on Independent Offices and Department of Housing and Urban Development :

- Joe L. Evins (en) (président)
- Edward P. Boland (en)
- George E. Shipley (en)
- Robert N. Giaimo (en)
- John O. Marsh, Jr.
- David H. Pryor
- Charles R. Jonas (en)
- Louis C. Wyman (en)
- Burt L. Talcott (en)
- Joseph M. McDade (en)

#### Sénat
- Dirigeants :
  - Spiro T. Agnew (président)
  - Richard B. Russell (président pro tempore)

- chefs de parti :
  - Michael J. Mansfield (chef de la majorité)
  - Everett McKinley Dirksen (chef de l'opposition)
- whips :
  - Edward M. Kennedy (whip de la majorité)
  - Hugh Scott (en) (whip de l'opposition)

- Membres de commissions permanentes :
  - Committee on Aeronautical and Space Sciences :

- Clinton P. Anderson (président)
- Richard B. Russell
- Margaret Chase Smith
- Warren G. Magnuson (en)
- Carl T. Curtis
- Stuart Symington
- Mark O. Hatfield
- John C. Stennis
- Barry Goldwater
- Stephen M. Young
- Charles McC. Mathias, Jr. (en)
- William B. Saxbe
- Thomas J. Dodd (en)
- Howard W. Cannon (en)
- Spessard L. Holland (en)

- Committee on Appropriations (en) :

- Richard B. Russell (président, majorité)
- Milton R. Young (en) (vice-président, opposition)
- Subcommittee on Independent Offices and Department of Housing and Urban Development :

- John O. Pastore (président)
- Warren G. Magnuson (en)
- Allen J. Ellender (en)
- Richard B. Russell
- Spessard L. Holland (en)
- John C. Stennis
- Michael J. Mansfield
- Gordon Allott (en)
- Margaret Chase Smith
- Roman L. Hruska (en)
- Norris Cotton (en)
- Clifford P. Case (en)

### Noms d'officiels de la NASA
Le disque contient les noms d'officiels de la NASA :
- les administrateurs et leurs adjoints depuis sa création :
  - T. Keith Glennan, administrateur (1958–1961),
  - Hugh L. Dryden, administrateur adjoint (1958–1965),
  - James E. Webb, administrateur (1961–1968),
  - Robert C. Seamans, Jr., administrateur adjoint (1966–1967),
  - Thomas O. Paine, administrateur (depuis 1968) ;
- les administrateurs associés en poste :
  - Homer E. Newell (en), administrateur associé,
  - Willis H. Shapley, administrateur associé adjoint,
  - George E. Mueller, vols spatiaux habités,
  - John E. Naugle, science spatiale et applications,
  - Bruce T. Lundin, recherche avancée et technologie (par intérim),
  - Gerald M. Truszynski, suivi et acquisition des données ;
- le directeur du programme Apollo : Lt. Gen. Samuel C. Phillips ;
- les directeurs de centres spatiaux en poste :
  - Robert R. Gilruth, Manned Spacecraft Center,
  - Wernher von Braun, George C. Marshall Space Flight Center,
  - Kurt H. Debus, Kennedy Space Center,
  - John F. Clark, Goddard Space Flight Center,
  - Dr William H. Pickering, Jet Propulsion Laboratory,
  - Robert L. Krieger, Wallops Station,
  - Edgar Cortright, Langley Research Center,
  - Abe Silverstein, Lewis Research Center,
  - Hans M. Mark (en), Ames Research Center,
  - James C. Elms, Electronics Research Center (en),
  - Paul F. Bikle (en), Flight Research Center.

### Citations de présidents américains
Le disque contient des citations des quatre derniers présidents américains en date :
- Dwight D. Eisenhower (extrait du National Aeronautics and Space Act, 29 juillet 1958) ;
- John F. Kennedy (extrait du Special Message to the Congress on Urgent National Needs, 25 mai 1961) ;
- Lyndon B. Johnson (extrait d'un discours du 27 janvier 1965) ;
- Richard M. Nixon (extrait d'un discours du 4 juin 1969).

## Dépôt sur la Lune

### Autres objets
Le disque a été déposé sur la Lune en même temps que d'autres objets symboliques :
- un insigne d'Apollo 1, en mémoire de Virgil Grissom, Edward White et Roger B. Chaffee, morts en 1967 dans l'incendie de leur capsule lors d'une répétition au sol ;
- deux médailles commémoratives soviétiques, en mémoire de :
  - Vladimir Komarov, mort en 1967 lors de la rentrée atmosphérique de Soyouz 1 dont le parachute s'est mis en torche ;
  - Youri Gagarine, mort dans un accident d'avion en 1968, après avoir été le premier homme dans l'espace à bord de Vostok 1 en 1961 ;
- une branche d'olivier dorée, symbole de paix, similaire à celles que les trois astronautes d'Apollo 11 avaient emportées avec eux afin de les offrir à leur épouse une fois rentrés sur Terre.

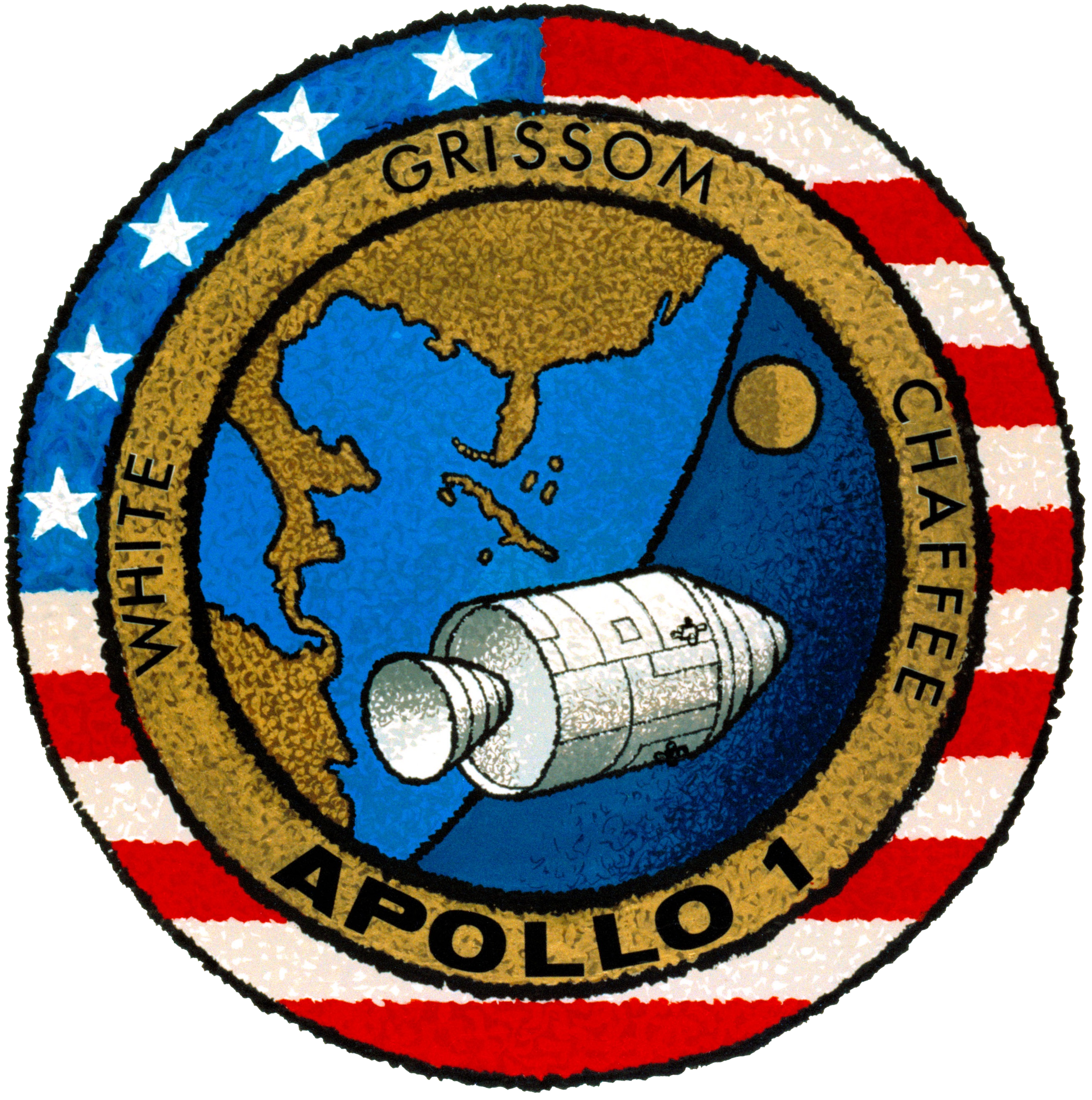
Insigne d'Apollo 1 en mémoire de Grissom, White et Chaffee.
Médaille en mémoire de Komarov.
Médaille en mémoire de Gagarine.
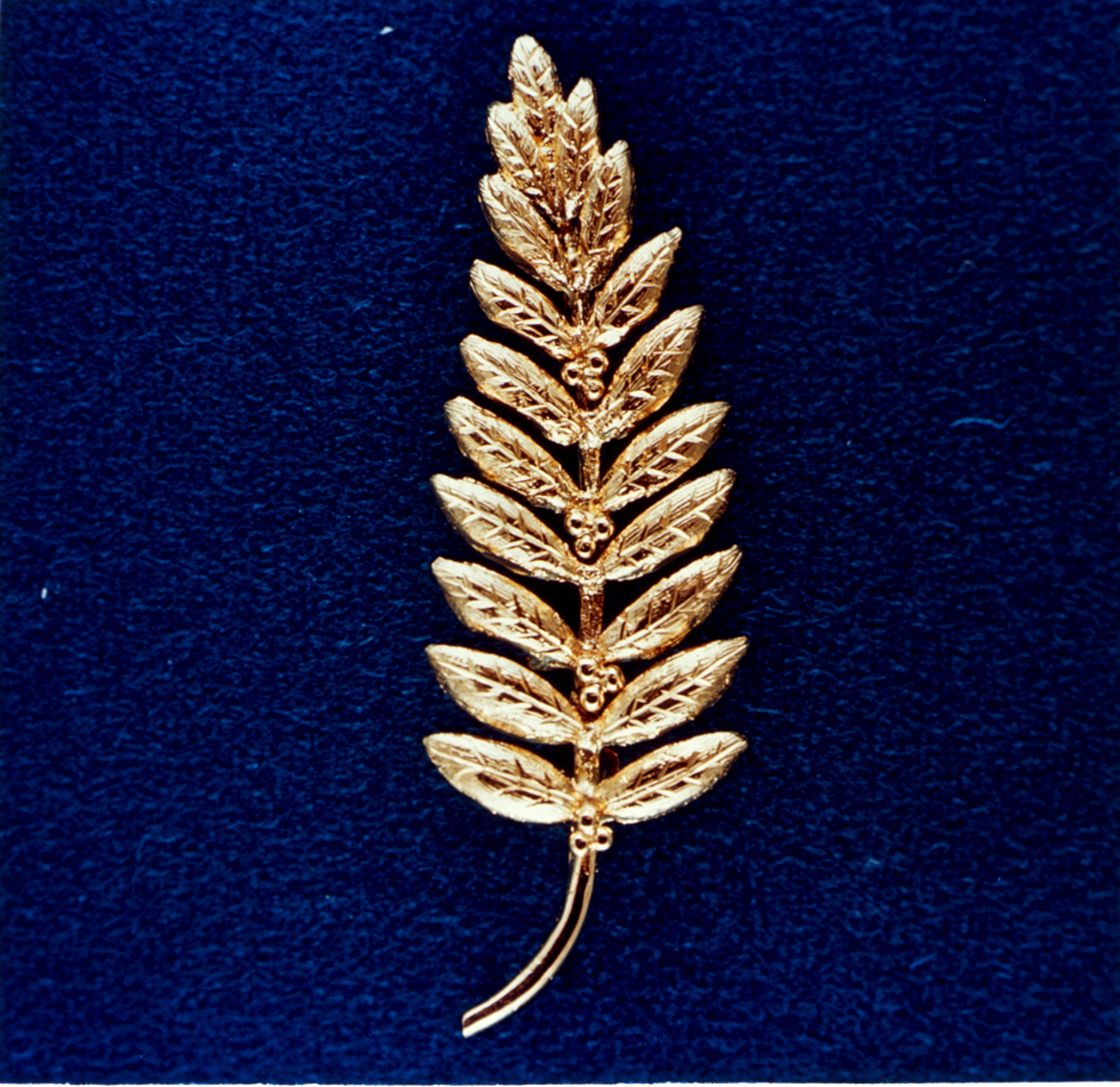
Branche d'olivier dorée.

### Dépôt

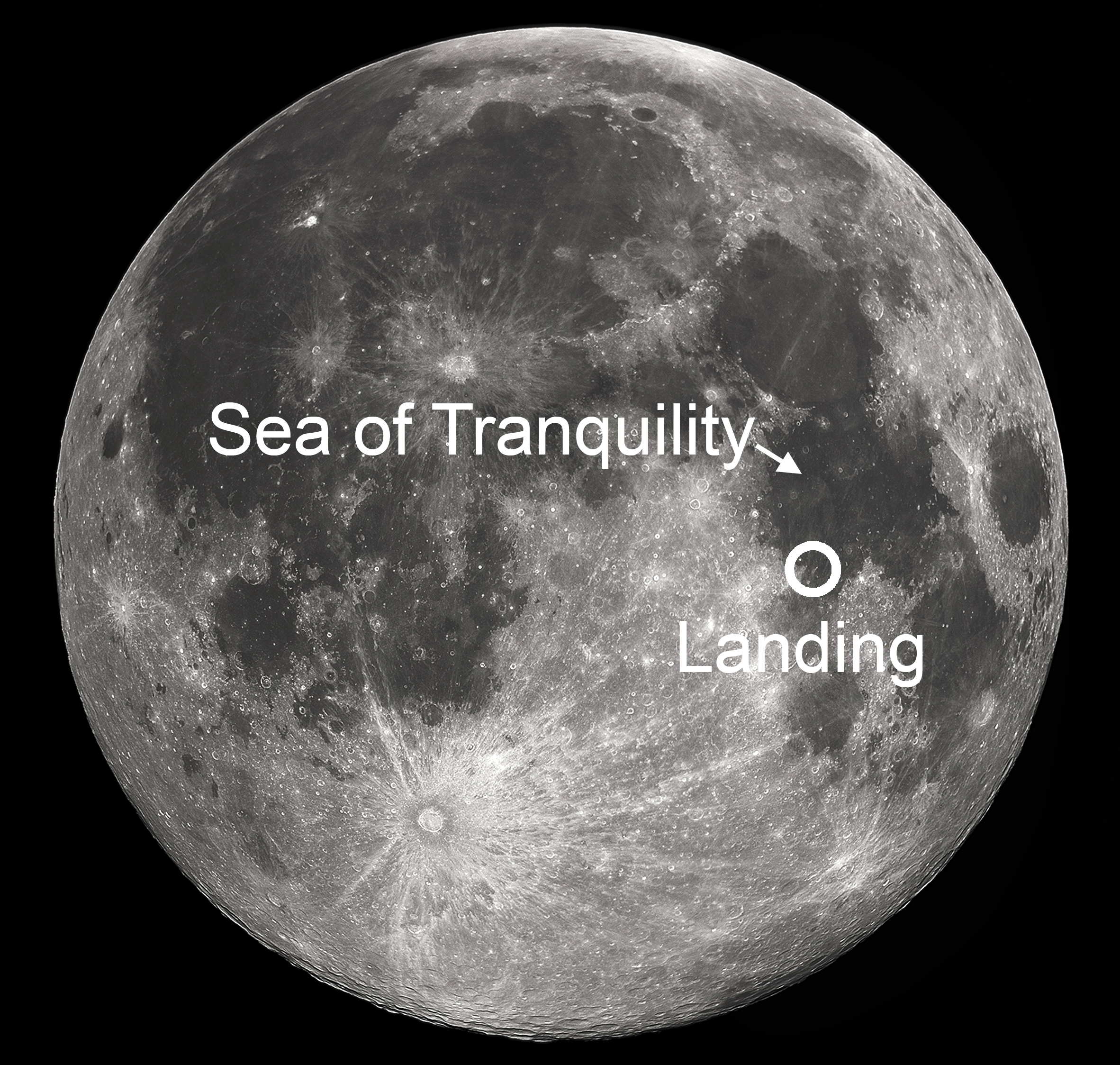
Position du disque sur la Lune, indiquée par un cercle.

Ces objets ont été déposés sur la Lune au dernier moment, juste avant que les deux astronautes, Neil Armstrong et Buzz Aldrin, ne terminent leur sortie extravéhiculaire sur le sol lunaire et ne retournent dans Eagle, le module lunaire. Ces objets étaient conservés par Aldrin dans un petit sac glissé dans une poche de sa combinaison.
Les deux astronautes les avaient oubliés, et Aldrin était déjà sur l'échelle en train de remonter dans le module lunaire, quand Armstrong, toujours à l'extérieur, se les rappela et lui demanda s'il s'était occupé de les déposer (« How about that package out of your brief? » – ou « sleeve? » selon les transcriptions – « Get that? »). Aldrin répondit par la négative ; Armstrong lui proposa donc de venir les récupérer, mais Aldrin jeta le sac au sol. Armstrong le poussa légèrement avec sa botte puis demanda à Aldrin si l'emplacement convenait, et celui-ci acquiesça. Il n'y eut pas davantage de cérémonial, même si les deux astronautes avaient espéré pouvoir faire une petite cérémonie, s'ils en avaient eu le temps. Le disque repose donc depuis lors sur la surface de Mare Tranquillitatis, à la base de la Tranquillité, à côté de l'étage de descente du module lunaire.
Trois heures plus tard, alors qu'ils se reposaient dans le module lunaire avant de rejoindre Columbia, le module de commande resté en orbite, l'un des contrôleurs de mission, Owen Garriott, leur demanda pour vérification s'ils avaient bien déposé les objets.

## Versions restées sur Terre
Sprague a produit plusieurs disques avant la version finale envoyée sur la Lune. Parmi ces disques restés sur Terre, l'un est conservé par le National Air and Space Museum, un autre par la Richard Nixon Presidential Library, et un autre appartient à Steve Jurvetson (en).

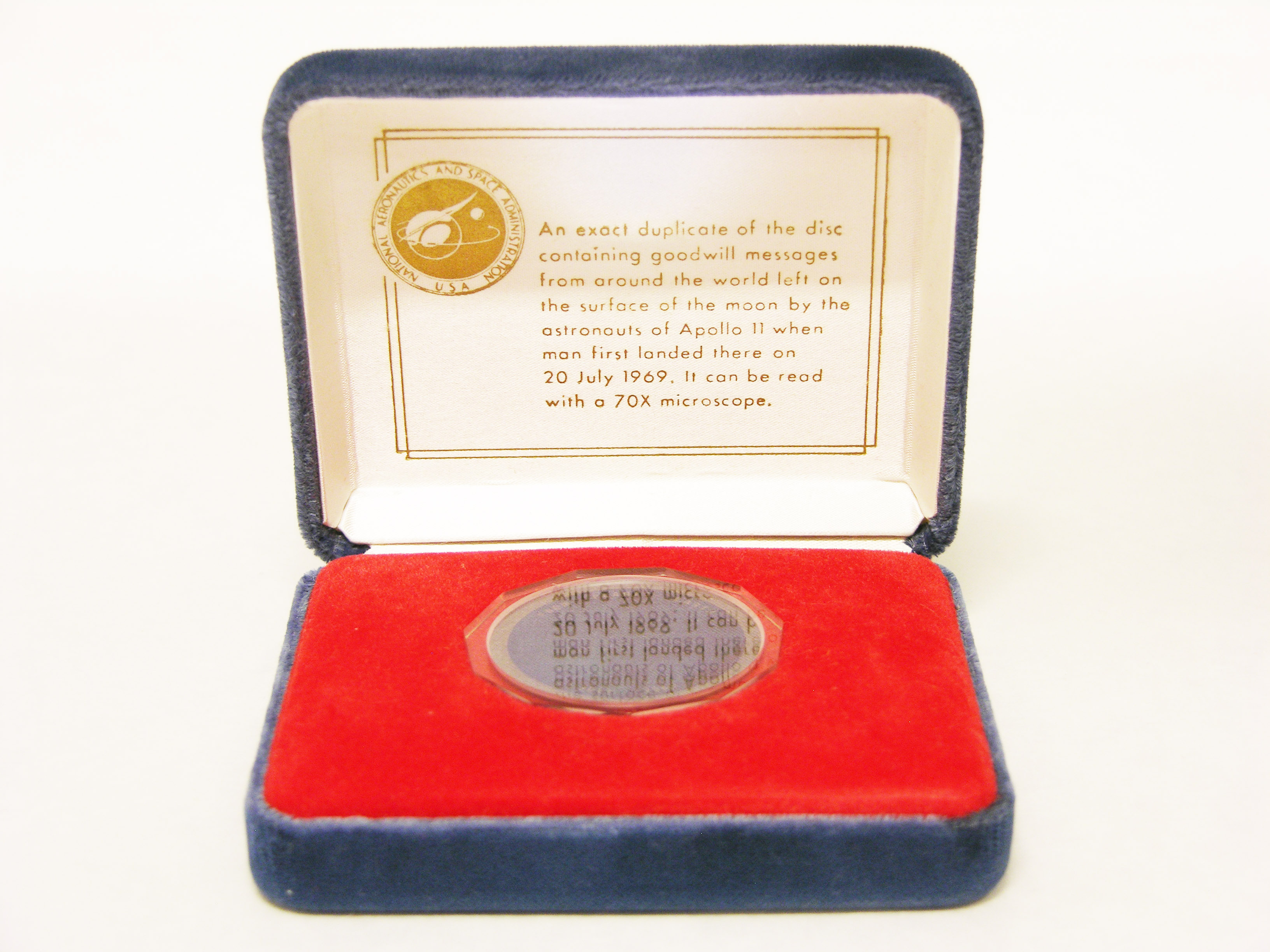
Disque conservé par la Nixon Presidential Library.
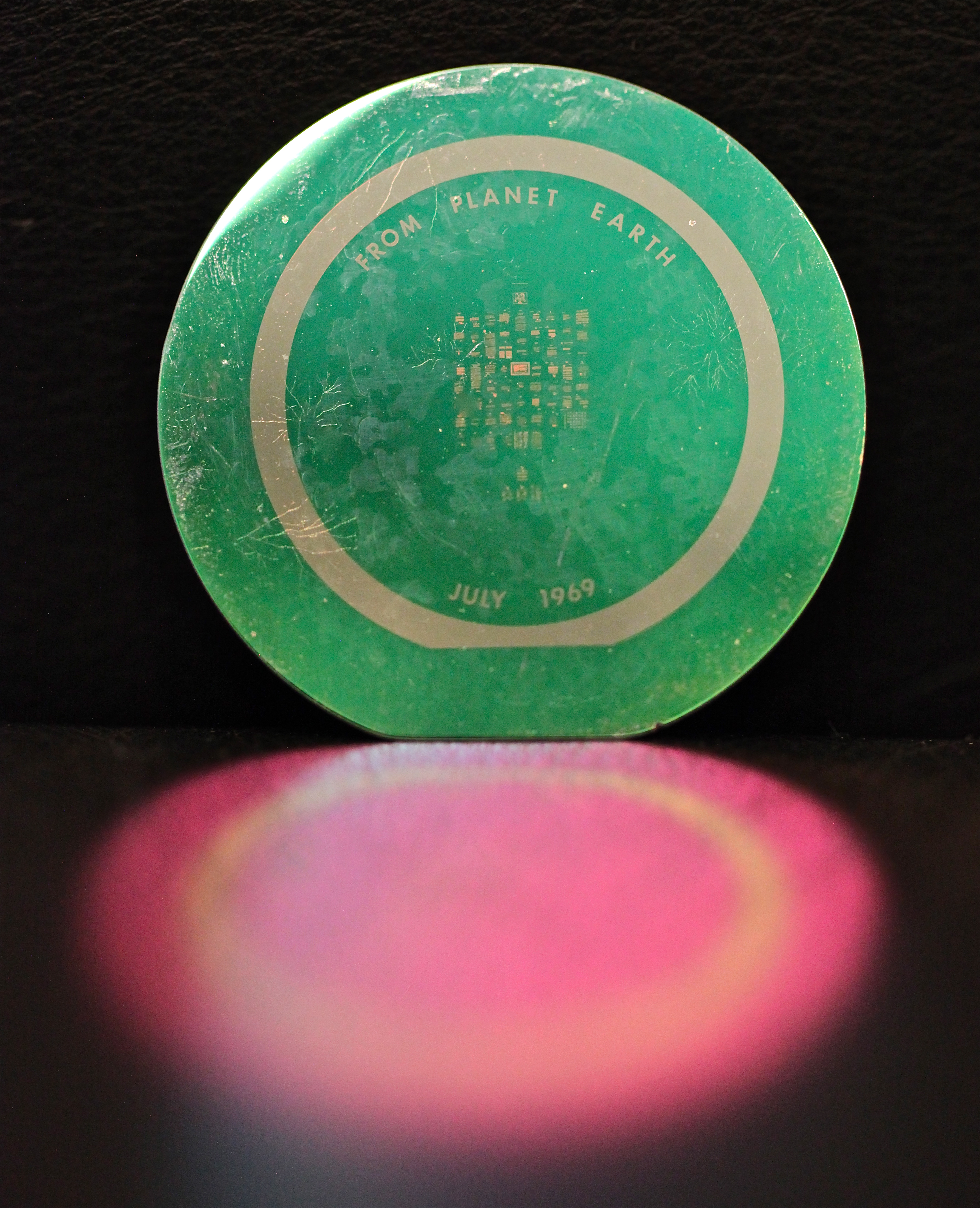
Disque appartenant à Jurvetson.